# درون‌برد و برون‌برد داده
درون‌بُرد و برون‌بُرد داده (به انگلیسی: import and export of data) به فرایندهای خودکار یا نیمه‌خودکار ورود و خروج مجموعه داده بین نرم‌افزارهای کاربردی مختلف گفته می‌شود. این فرایند شامل «ترجمه» از قالب استفاده شده در یک برنامه‌کاربردی به قالب استفاده شده توسط برنامه دیگر است، در اینجا ترجمه باید از طریق فرایندهای ماشینی به صورت خودکار انجام شود، مثل تراکد کردن، تبدیل داده، یا فرایندهای مشابه. برون‌برد صحیح داده معمولاً شامل تبدیل داده‌ها به قالب خام است، چرا که اگر خام نباشند، کاربر نهایی نمی‌تواند آن را بخواند، مگر آنکه از واسط کاربری که برای تحویل آن طراحی شده‌است، استفاده کند.